# Chrysacanthia
Chrysacanthia is een geslacht van insecten uit de familie van de gaasvliegen (Chrysopidae), die tot de orde netvleugeligen (Neuroptera) behoort.

## Soorten
- C. esbeniana Lacroix, 1923
- C. hainana (C.-k. Yang & X.-k. Yang, 1991)
- C. varicella (Fraser, 1951)